# Височин (Груєцький повіт)
Височин (пол. Wysoczyn) — село в Польщі, у гміні Груєць Груєцького повіту Мазовецького воєводства.
Населення — 20 осіб (2011).
У 1975—1998 роках село належало до Радомського воєводства.

## Демографія
Демографічна структура станом на 31 березня 2011 року:
|          | Загалом | Допрацездатний вік | Працездатний вік | Постпрацездатний вік |
| -------- | ------- | ------------------ | ---------------- | -------------------- |
| Чоловіки | 10      | 3                  | 5                | 2                    |
| Жінки    | 10      | 1                  | 5                | 4                    |
| Разом    | 20      | 4                  | 10               | 6                    |